# Volodîmîrivka, Volodarka
Volodîmîrivka (în ucraineană Володимирівка) este un sat în comuna Rubcenkî din raionul Volodarka, regiunea Kiev, Ucraina.

## Demografie
Componența lingvistică a localității Volodîmîrivka
     Ucraineană (97,01%)
     Rusă (2,99%)
Conform recensământului din 2001, majoritatea populației localității Volodîmîrivka era vorbitoare de ucraineană (97,01%), existând în minoritate și vorbitori de rusă (2,99%).